# Доминикцы
Доминикцы — народ в Центральной Америке, основное население острова Доминика в группе Малых Антильских островов. В политическом отношении Доминика — независимое государство в составе Содружества. Общая численность — 72,8 тыс. чел.(оценка 2010). Основная часть верующих — католики, но есть и протестанты (баптисты, методисты и др.).

## Происхождение
Доминикцы — в основном негры и мулаты, потомки негров, вывезенных из Африки, отчасти смешавшиеся с французами и англичанами. Кроме этого на востоке острова в резервации живет ок. 2 тыс. индейцев-карибов.

## Язык
Население Доминики говорит на патуа, креольском языке на основе французского. Он был основным разговорным языком до середины 20 века. В последнее время его вытесняет английский креоль.

## Занятия населения
Основная отрасль экономики — сельское хозяйство, в нём и занято основное население. Главная экспортная культура — бананы. Экспортируются также цитрусовые, фруктовые соки, эфирные масла и др. Выращивают также лайм, грейпфруты, апельсины, какао, кокосовую пальму. Промышленность представлена только предприятиями по обработке сельскохозяйственной продукции.

## Культура
В местной культуре заметно сильное влияние французской культуры.